# Bianyuan
Bianyuan (kinesiska: 边院镇, 边院) är en köping i Kina. Den ligger i provinsen Shandong, i den östra delen av landet, omkring 73 kilometer söder om provinshuvudstaden Jinan. Antalet invånare är 73473. Befolkningen består av 38 021 kvinnor och 35 452 män. Barn under 15 år utgör 15,0 %, vuxna 15-64 år 73 %, och äldre över 65 år 10,0 %.
Genomsnittlig årsnederbörd är 737 millimeter. Den regnigaste månaden är juli, med i genomsnitt 241 mm nederbörd, och den torraste är januari, med 6 mm nederbörd.